# Alisher Gulov
Alisher Gulov (Dusambé, URSS, 24 de agosto de 1989) es un deportista tayiko que compitió en taekwondo. Ganó una medalla en los Juegos Asiáticos de 2014, y dos medallas en el Campeonato Asiático de Taekwondo en los años 2010 y 2014.

## Palmarés internacional
| Juegos Asiáticos    | Juegos Asiáticos        | Juegos Asiáticos  | Juegos Asiáticos |
| Año                 | Lugar                   | Medalla           | Categoría        |
| ------------------- | ----------------------- | ----------------- | ---------------- |
| 2014                | Incheon (Corea del Sur) | Medalla de bronce | +87 kg           |
| Campeonato Asiático |                         |                   |                  |
| Año                 | Lugar                   | Medalla           | Categoría        |
| 2010                | Astaná (Kazajistán)     | Medalla de plata  | –80 kg           |
| 2014                | Taskent (Uzbekistán)    | Medalla de bronce | +87 kg           |